# Форначеле (Прато)
Форначеле је насеље у Италији у округу Прато, региону Тоскана.
Према процени из 2011. у насељу је живело 17278 становника. Насеље се налази на надморској висини од 52 м.